# شین ساتن
شین ساتن (انگلیسی: Shane Sutton؛ زادهٔ ۱۳ ژوئن ۱۹۵۷) دوچرخه‌سوار اهل استرالیا است.